# Leptotarsus luciae
Leptotarsus luciae är en tvåvingeart som först beskrevs av Alexander 1948.  Leptotarsus luciae ingår i släktet Leptotarsus och familjen storharkrankar. Inga underarter finns listade i Catalogue of Life.